# Борис II
Борис II (буг. Борис II) је био бугарски цар од 969. до 977. године.

## Биографија
Борис је био једини преживели син Петра I Бугарског и Марије (Ирине) Лакапине, унуке византијског цара Романа I Лакапина. Рођен је око 931. године када је његова мајка посетила Цариград. Ништа није познато о Борисовом животу до 968. године када је посетио Цариград ради склапања мира са царем Нићифором II Фоком. Циљ мировних преговора био је завршетак бугарско-византијског рата и склапање савеза две државе против Свјатослава I Кијевског кога је византијски цар раније позвао у борбу против Бугарске. Године 969. Свјатослав је извршио нову инвазију на Балкан. Петар I је принуђен на абдикацију. У околностима које нису сасвим разјашњене, Борису је дозвољено да се врати у Бугарску и заузме очево место. Борис није био у стању да заустави напредовање Руса те је морао прихватити Свјатослава као свога савезника. Као марионетски владар кијевског кнеза, Борис је ступио у рат против Византије. Нови цар, Јован I Цимискије, поразио је Русе код Аркадиопоља (970), а убрзо је освојио и бугарску престоницу, Преслав. Борис је сада постао заробљеник византијског цара који је, међутим, иступио као Борисов савезник и заштитник. Након што је Свјатослава истерао са Балкана, Цимискије је, заједно са Борисом и члановима његове породице, тријумфално ушао у Цариград. Тамо је Борис лишен своје царске титуле, а територије Првог бугарског царства су укључене у састав Византије. Међутим, Византинци нису успели успоставити власт над некадашњим бугарским територијама. Већину територија држали су бугарски владари племићке породице Комитопули (Давид, Мојсије, Арон и Самуило). Године 977. Борис је, заједно са својим братом Романом I, побегао из Цариграда. Обучен у византијску одећу, Борис је ушао у Бугарску. Тамо су га бугарски граничари помешали са Византинцем. Борис је погођен стрелом у груди. Царску титулу наследио је његов брат Роман.

### Потомство
Име Борисове жене није забележено. Са њом је имао више деце укључујући и:
- ћерку непознатог имена која се касније удала за Василија II
- ћерку непознатог имена која се касније удала за Константина VIII